# Asociación de Fútbol de Zambia
La Asociación de Fútbol de Zambia (oficialmente y en inglés Football Association of Zambia, FAZ) es el órgano rector del fútbol en Zambia. Fue fundada en 1929 y está afiliada a la FIFA desde 1964. También es miembro de la Confederación Africana de Fútbol. Es responsable de la organización del campeonato nacional de liga y de las naciones tanto masculina como femenina de ese país.
En 2012 la selección masculina obtiene su mayor logro hasta la fecha, proclamarse campeón de África en la Copa Africana de ese año, siendo ese hasta el único título obtenido por la selección. 
Mientras que la selección femenina en 2022 obtiene un histórico tercer lugar en la Copa Africana Femenina, y obtiene la clasificación a la Copa Mundial Femenina de Fútbol de 2023, quedando posteriormente eliminada en primera fase.

## Historia
La Asociación de Fútbol de Zambia se creó en 1929, cuando el país se llamaba Rodesia del Norte y era una colonia administrativa del Reino Unido. Zambia obtuvo su independencia en 1964, y ese mismo año su federación ingresó en la CAF y en la FIFA.
El fútbol zambiano sufrió un duro golpe el 27 de abril de 1993, cuando el avión en el que viajaba la selección nacional y el cuerpo técnico para jugar un partido de clasificación para la Copa Mundial de Fútbol de 1994 sufrió un accidente en Gabón en el que fallecieron todos sus componentes. En 2012 llegó el mayor éxito de la selección de fútbol de Zambia, el triunfo en la Copa Africana de Naciones 2012, al imponerse en la final a Costa de Marfil en la definición por penales.
La Asociación organiza también el campeonato de liga de Zambia, cuyas dos máximas categorías son la Primera División de Zambia y la Segunda División de Zambia.